# Marcel de Groot
Marcel de Groot (Amsterdam, 27 december 1964) is een Nederlands zanger en gitarist. Hij is geboren uit het huwelijk van zanger Boudewijn de Groot en Anneke Versteeg.

## Biografie
De Groot werd vooral bekend door het nummer Mag ik naar je kijken uit 1995, geschreven door hemzelf en Henk Westbroek. Ook speelde hij een rol in de musical Tsjechov (1990/91) en presenteerde hij een jaar lang (seizoen 93-94) het muziekprogramma Music Scene voor RTL 5.
Vanaf 1993 trad hij met zijn eigen band op. In 1998 debuteerde hij met de "Marcel de Groot Groep" in het theater met het programma "Manen Kweken", gevolgd door de programma's "Open Boek" (1999) en "Solo" (2000). Het programma "Manen kweken" werd opgenomen en verscheen in 1998 als het livealbum "Toer". Eerder bracht De Groot als solo-artiest de albums "Marcel de Groot" (1993) en "Manen Kweken" (1995) uit. In 2000 zong hij het nummer "Sinds Een Dag Of Twee (32 jaar)" in "TriLLend Op Mijn Benen", een tribute-album voor Doe Maar. In 2001 verscheen het in de pers zeer geprezen album "De Liefde, De Wals en De Kater".
In 2005 ging hij het theater in met Maarten van Roozendaal en Egon Kracht met de voorstelling Barmhart. Het programma werd genomineerd voor de Poelifinario, een cabaretprijs die elk jaar wordt uitgereikt. Het gitaarwerk van De Groot bleef niet onopgemerkt en zo vond hij zijn plek in "Harmonium", het eerste theaterprogramma van Leo Blokhuis en Ricky Koole (2007). In datzelfde jaar werd De Groot als vervanger van Jan Hendriks opgenomen in de band van zijn vader voor de reprise van de "Lage Landen"-tournee. Met Van Roozendaal en Egon Kracht bracht De Groot in 2008 het programma "Het Wilde Westen". Hiermee werden zij wederom genomineerd voor de Poelifinario en ditmaal wonnen ze hem wel.
In het najaar van 2009 speelde De Groot in het programma "Maarten van Roozendaal en noem het maar vrienden". Daarna speelde hij in de band Ma Rain, rondom singer-songwriter Marijn Wijnands, en bij zangeres Beatrice van der Poel (2010/11). In 2012 bracht hij samen met Van der Poel een Nederlandstalig theaterconcert onder de titel "Voor we verder gaan", reprise in 2014.
In 2015 trad hij op in de musical Onder de groene hemel, die draaide om de liedjes van zijn vader. Hijzelf speelde hierin voornamelijk een gitarist van de band, maar vertolkte ook een liedje.

## Discografie

### Albums
| Album met eventuele hitnotering(en) in de Nederlandse Album Top 100 | Datum van verschijnen | Datum van binnenkomst | Hoogste positie | Aantal weken | Opmerkingen |
| ------------------------------------------------------------------- | --------------------- | --------------------- | --------------- | ------------ | ----------- |
| Marcel de Groot                                                     | 1993                  | -                     |                 |              |             |
| Manen kweken                                                        | 1995                  | 26-8-1995             | 20              | 9            |             |
| Toer                                                                | 1998                  | -                     |                 |              |             |
| De Liefde, De Wals en De Kater                                      | 2002                  | -                     |                 |              |             |

### Singles
| Single met eventuele hitnotering(en) in de Nederlandse Top 40 | Datum van verschijnen | Datum van binnenkomst | Hoogste positie | Aantal weken | Opmerkingen                 |
| ------------------------------------------------------------- | --------------------- | --------------------- | --------------- | ------------ | --------------------------- |
| Mag ik naar je kijken                                         | 1995                  | 12-8-1995             | 11              | 8            | Nr. 7 in de Single Top 100  |
| Hutje op de hei                                               | 2001                  | -                     |                 |              | Nr. 84 in de Single Top 100 |

## Privéleven
Marcel de Groot is de broer van Caya de Groot en halfbroer van Jim de Groot, en vader van zangeres Meis.